# 布羅斯
布羅斯（瑞典語：Borås，瑞典語：[bʊˈroːs] ⓘ）是位於瑞典西南部西约塔兰省布罗斯市镇的城区。城區有人口約6.35萬，整个市镇有人口100,985人。布羅斯是一個以紡織業聞名的城市。現在則正將產業中心轉移到IT及信息產業上。